# エプリー・エアフィールド
エプリー・エアフィールド（Eppley Airfield、IATA: OMA）は、アメリカ合衆国ネブラスカ州東部にある空港。同州の最大都市オマハのダウンタウンから北東約5kmに立地し、オマハ市とその都市圏をカバーする。ネブラスカ州では最大の規模を有する空港であり、オマハ都市圏のみならず、ネブラスカ州東部、アイオワ州西部、カンザス州北部、ミズーリ州北部、およびサウスダコタ州にわたる広い範囲における中心的な空港である。
空港の名は地元オマハのホテル王、ユージーン・C・エプリーからつけられた。1958年にエプリーが没した後、その遺産のうちの100万ドル（当時）がオマハ市営空港をジェット機発着対応に改築するための費用として寄付された。改築は1959-60年にかけて行われた。
空港の敷地面積は1,072haである。空港のターミナルは2つに分かれ、20のゲートがある。国際線は無いが、各航空会社のハブ空港への便がある。2019年の旅客数は約488万人でネブラスカ州の空港で最も多かった。サウスウエスト航空の利用者が3割を占め、アメリカン航空とデルタ航空が続いた。

## 立地
空港はオマハのダウンタウンの北東約5km、イーストオマハ市に立地している。空港自体はミズーリ川の西岸、ネブラスカ州側に立地しているが、ミズーリ川が蛇行しているため、空港の東側・西側・南側の3方向は全てアイオワ州に囲まれている。空港の西側にはミズーリ川が形成した三日月湖が広がっている。この三日月湖は1877年にミズーリ川が洪水を起こした際に流路が変わり、旧流路が取り残されることによって形成されたものである。ミズーリ川はネブラスカ州とアイオワ州の州境になっているが、1893年の連邦最高裁判所の裁定により、流路変更による州境の変更はせず、三日月湖の内側はアイオワ州のままとなった。三日月湖の内側の約5km²の土地は、やがてアイオワ州カーターレイク市となった。
このような事情で州境線が複雑であるため、オマハのダウンタウンから空港に車で来る場合、わずかにアイオワ州域を通ることになる。空港とダウンタウンを結ぶメインの道路であるアボット・ドライブは、カーターレイク市域内の約800mの区間だけはアイオワ州道165号線に指定され、アイオワ州交通局によって管理・維持されている。また、区間の両端にはアイオワ州のウェルカム・サインが設置されている。一方、ネブラスカ州においては、アボット・ドライブはオマハの街路に過ぎず、アイオワ州との州境においてもネブラスカ州のウェルカム・サインは設置されていない。ノースオマハ地区およびイーストオマハ地区から空港に来る場合は、その途中でアイオワ州域を通ることはない。

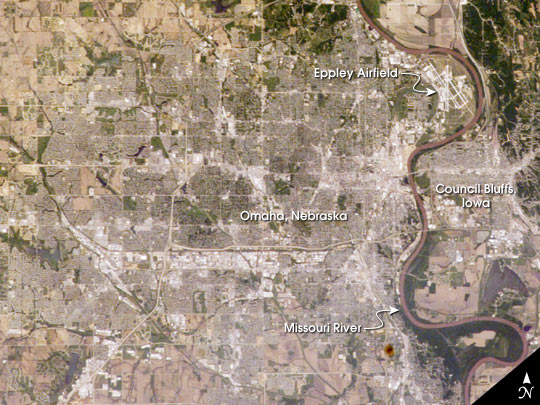
オマハの衛星写真。NASA撮影。ミズーリ川、オマハのダウンタウン、アイオワ州カウンシルブラフス市、エプリー・エアフィールドの位置関係を示している。

## ターミナル
ターミナルはAとBの2つのコンコースに分かれ、それぞれに10ずつ、A1-A10とB11-B20のゲートがある。手荷物受取所はコンコースAに到着する航空会社の便は1-3を、コンコースBに到着する航空会社の便は4-6を用いる。

## 就航路線
- サウスウエスト航空：ダラス/ラブ、シカゴ/ミッドウェイ、ヒューストン/ホビー、ナッシュビル、ワシントン/ナショナル、ラスベガス、オーランド、フェニックス、デンバー、セントルイス、タンパ
- アメリカン航空：ダラス/フォートワース、ロサンゼルス、フェニックス、シカゴ/オヘア
  - アメリカン・イーグル：シャーロット、マイアミ、ロサンゼルス、シカゴ/オヘア
- デルタ航空：アトランタ、ミネアポリス
  - デルタ・コネクション：アトランタ、シンシナティ、ソルトレイクシティ
- ユナイテッド航空：シカゴ/オヘア、デンバー
  - ユナイテッド・エキスプレス：シカゴ/オヘア
- アラスカ航空：シアトル、ポートランド
- フロンティア航空：デンバー、ラスベガス
- アレジアント航空：オーランド/サンフォード、ラスベガス、